# 欧洲东部夏令时间
| 淺藍 | 欧洲西部时间／格林尼治標準時間（UTC）                       |
| 藍色 | 欧洲西部时间／格林尼治標準時間（UTC）                       |
| 藍色 | 欧洲西部夏令时间／英国夏令时／愛爾蘭標準時間（UTC+1）       |
| 紅色 | 欧洲中部时间（UTC+1）                                       |
| 紅色 | 欧洲中部夏令时间（UTC+2）                                   |
| 黃色 | 欧洲东部时间／加里宁格勒时间（UTC+2）                       |
| 金色 | 欧洲东部时间（UTC+2）                                       |
| 金色 | 欧洲东部夏令时间（UTC+3）                                   |
| 淺綠 | 歐洲极东時間／莫斯科时间／土耳其時間（UTC+3）               |
| 青綠 | 亞美尼亞時間／亞塞拜然時間／喬治亞時間／薩馬拉時間（UTC+4） |

欧洲东部夏令时间（Eastern European Summer Time，简称）是UTC+3時區的別稱之一，即此時區的時間比世界标准时间（UTC）早三个小时。它被部分欧洲国家、北非国家和中东国家作為夏季日光節約時間使用。冬季則改用欧洲东部时间（UTC+2）。

## 使用国家和地区
下列国家和地区夏天使用欧洲东部夏令时间，从每年3月最后一个周日1:00开始，到10月的最后一个周日1:00结束。
- 奥兰
- 白俄羅斯，1991年开始。（1981年–1989年期间夏天使用莫斯科夏令时间）
- 保加利亚，1979年开始。
- 賽普勒斯，1979年开始。
- 爱沙尼亚，1989年开始。（1981年–1988年期间夏天使用莫斯科夏令时间）
- 芬兰，1981年开始。
- 希腊，1975年开始。
- 以色列，1948年开始。
- 拉脫維亞，1989年开始。（1981年–1988年期间夏天使用莫斯科夏令时间）
- 黎巴嫩，1984年开始。
- 立陶宛，1989年开始。（1981年–1988年期间夏天使用莫斯科夏令时间）
- 摩尔多瓦，1991年开始。（1981年–1989年期间夏天使用莫斯科夏令时间）
- 羅馬尼亞，1979年开始。
- 俄羅斯（加里宁格勒州），1991年开始。（1981年–1989年期间夏天使用莫斯科夏令时间）
- 乌克兰，1992年开始。（1981年–1989年期间夏天使用莫斯科夏令时间）